# Derivada de Lie
En geometria diferencial, la derivada de Lie (/liː/ lee), anomenada en honor a Sophus Lie per Władysław Ślebodziński, avalua el canvi d'un camp tensor (incloent funcions escalars, camps vectorials i unes formes), al llarg de el flux definit per un altre camp vectorial. Aquest canvi és invariant de coordenades i, per tant, la derivada de Lie es defineix en qualsevol varietat diferenciable.
Les funcions, camps tensorals i formes es poden diferenciar respecte a un camp vectorial. Si T és un camp tensor i X és un camp vectorial, es denota la derivada de Lie de T respecte a X {\displaystyle {\mathcal {L}}_{X}T}. L'operador diferencial {\displaystyle T\mapsto {\mathcal {L}}_{X}T} és una derivació de l'àlgebra de camps tensorials de la varietat subjacent.
La derivada de Lie commuta amb la contracció i la derivada exterior en formes diferencials.
Encara que hi ha molts conceptes de prendre una derivada en geometria diferencial, tots coincideixen quan l'expressió que es diferencia és una funció o un camp escalar. Així, en aquest cas, s'abandona la paraula "Mentida", i es parla simplement de la derivada d'una funció.
La derivada de Lie d'un camp vectorial Y respecte a un altre camp vectorial X es coneix com el "corxet de Lie" de X i Y, i sovint es denota [ X, Y ] en lloc de {\displaystyle {\mathcal {L}}_{X}Y}. L'espai de camps vectorials forma una àlgebra de Lie respecte a aquest parèntesi de Lie. La derivada de Lie constitueix una representació d'àlgebra de Lie de dimensions infinites d'aquesta àlgebra de Lie, a causa de la identitat
{\displaystyle {\mathcal {L}}_{[X,Y]}T={\mathcal {L}}_{X}{\mathcal {L}}_{Y}T-{\mathcal {L}}_{Y}{\mathcal {L}}_{X}T,}
| Prova de la identitat |
| : {\displaystyle {\mathcal {L}}_{[X,Y]}T=[[X,Y],T]=[X,Y]T-T[X,Y]=([X,YT]-Y[X,T])-([X,TY]-[X,T]Y)=} {\displaystyle =XYT-YTX-Y[X,T]-XTY+TYX+[X,T]Y=(XYT-YTX)+(TYX-XTY)-(Y[X,T]-[X,T]Y)=} {\displaystyle =(X[Y,T]+[T,Y]X)-(Y[X,T]-[X,T]Y)=(X[Y,T]-[Y,T]X)-(Y[X,T]-[X,T]Y)=} {\displaystyle =[X,[Y,T]]-[Y,[X,T]]={\mathcal {L}}_{X}{\mathcal {L}}_{Y}T-{\mathcal {L}}_{Y}{\mathcal {L}}_{X}T} |

vàlid per a qualsevol camp vectorial X i Y i qualsevol camp tensor T.
Considerant els camps vectorials com a generadors infinitesimals de fluxos (és a dir, grups unidimensionals de difeomorfismes ) en M, la derivada de Lie és el diferencial de la representació del grup de difeomorfismes en camps tensorals, anàloga a les representacions d'àlgebra de Lie com a representacions infinitesimals associades a la representació del grup en Teoria del grup de la mentida.
Existeixen generalitzacions per a camps espinos, paquets de fibres amb una connexió i formes diferencials de valor vectorial.

## Motivació
Un intent "naïf" de definir la derivada d'un camp tensor respecte a un camp vectorial seria prendre les components del camp tensor i prendre la derivada direccional de cada component respecte al camp vectorial. No obstant això, aquesta definició no és desitjable perquè no és invariant sota canvis de sistema de coordenades, per exemple, la derivada ingenua expressada en coordenades polars o esfèriques difereix de la derivada ingenua de les components en coordenades cartesianes. En una varietat abstracta, aquesta definició no té sentit i està mal definida.
En geometria diferencial, hi ha tres nocions principals de coordenades independents de diferenciació de camps tensorals:
1. derivats de la mentida,
2. derivades pel que fa a les connexions ,
3. la derivada exterior de tensors covariants totalment antisimètrics, és a dir, formes diferencials.Transport de mentides d'un vector {\displaystyle v_{y}} des del punt {\displaystyle y} apuntar {\displaystyle x} al llarg del camp de flux vectorial {\displaystyle u}.

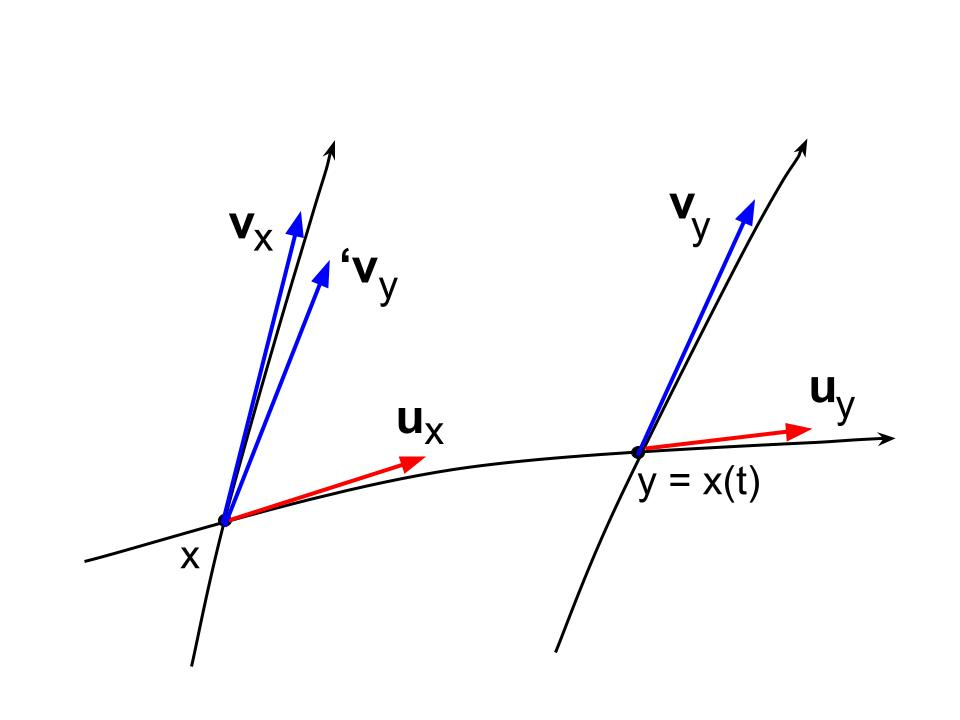
Transport de mentides d'un vector des del punt apuntar al llarg del camp de flux vectorial.

La principal diferència entre la derivada de Lie i una derivada respecte a una connexió és que la darrera derivada d'un camp tensor respecte a un vector tangent està ben definida encara que no s'especifiqui com estendre aquest vector tangent a un camp vectorial.. Tanmateix, una connexió requereix l'elecció d'una estructura geomètrica addicional (per exemple, una mètrica riemanniana en el cas de la connexió Levi-Civita, o només una connexió abstracta) a la varietat. En canvi, quan es pren una derivada de Lie, no es necessita cap estructura addicional a la varietat, però és impossible parlar de la derivada de Lie d'un camp tensor respecte a un sol vector tangent, ja que el valor de la derivada de Lie d'un tensor camp respecte a un camp vectorial X en un punt p depèn del valor de X en un veïnatge de p, no només en p mateix. Finalment, la derivada exterior de les formes diferencials no requereix cap elecció addicional, sinó que només és una derivada ben definida de les formes diferencials (incloses les funcions), excloent així vectors i altres tensors que no són purament formes diferencials.
La idea de les derivades de Lie és utilitzar un camp vectorial per definir una noció de transport (transport de Lie). Un camp vectorial suau defineix un flux suau a la varietat, que permet transportar vectors entre dos punts de la mateixa línia de flux (Això contrasta amb les connexions, que permeten el transport entre punts arbitraris). Intuïtivament, un vector {\displaystyle Y(p)} basat en el punt {\displaystyle p} es transporta fent fluir el seu punt base {\displaystyle p'}, mentre flueix el seu punt de punta {\displaystyle p+Y(p)\delta } a {\displaystyle p'+\delta p'}.

## Definició
La derivada de Lie es pot definir de diverses maneres equivalents. Per simplificar les coses, comencem definint la derivada de Lie actuant sobre funcions escalars i camps vectorials, abans de passar a la definició dels tensors generals.

### La derivada (Lie) d'una funció
Definició de la derivada d'una funció {\displaystyle f\colon M\to {\mathbb {R} }} en una varietat és problemàtic perquè el quocient de diferència {\displaystyle \textstyle (f(x+h)-f(x))/h} no es pot determinar mentre el desplaçament {\displaystyle x+h} està indefinit.
La derivada de Lie d'una funció {\displaystyle f\colon M\to {\mathbb {R} }} respecte a un camp vectorial {\displaystyle X} en un punt {\displaystyle p\in M} és la funció
{\displaystyle ({\mathcal {L}}_{X}f)(p)={d \over dt}{\biggr |}_{t=0}{\bigl (}f\circ \Phi _{X}^{t}{\bigr )}(p)=\lim _{t\to 0}{\frac {f{\bigl (}\Phi _{X}^{t}(p){\bigr )}-f{\bigl (}p{\bigr )}}{t}}}
on {\displaystyle \Phi _{X}^{t}(p)} és el punt al qual el flux definit pel camp vectorial {\displaystyle X} mapeja el punt {\displaystyle p} a l'instant de temps {\displaystyle t.} Als voltants de {\displaystyle t=0,}{\displaystyle \Phi _{X}^{t}(p)} és la solució única del sistema
{\displaystyle {\frac {d}{dt}}{\biggr |}_{t}\Phi _{X}^{t}(p)=X{\bigl (}\Phi _{X}^{t}(p){\bigr )}}
d'equacions diferencials autònomes de primer ordre (és a dir, independents del temps), amb {\displaystyle \Phi _{X}^{0}(p)=p.}
Configuració {\displaystyle {\mathcal {L}}_{X}f=\nabla _{X}f} identifica la derivada de Lie d'una funció amb la derivada direccional, que també es denota per {\displaystyle X(f):={\mathcal {L}}_{X}f=\nabla _{X}f}.

### La derivada de Lie d'un camp vectorial
Si X i Y són tots dos camps vectorials, aleshores la derivada de Lie de Y respecte a X també es coneix com a corxet Lie de X i Y, i de vegades es denota {\displaystyle [X,Y]}. Hi ha diversos enfocaments per definir el parèntesi Lie, tots equivalents. Enumerem aquí dues definicions, corresponents a les dues definicions d'un camp vectorial donades anteriorment:

### La derivada de Lie d'un camp tensor
La derivada de Lie és la velocitat amb què el camp tensor canvia sota la deformació espacial causada pel flux.
Formalment, donat un camp vectorial diferenciable (independent del temps). {\displaystyle X} en un col·lector llis {\displaystyle M,} deixar {\displaystyle \Phi _{X}^{t}:M\to M} sigui el flux local corresponent. Des que {\displaystyle \Phi _{X}^{t}} és un difeomorfisme local per a cadascun {\displaystyle t}, dóna lloc a un retrocés de camps tensorals.